# Dourlers Communal Cemetery
Le cimetière «  Dourlers Communal Cemetery   » est un cimetière militaire  de la Première Guerre mondiale situé sur le territoire de la commune de Dourlers, Nord. 

## Localisation
Ce cimetière est situé au fond du cimetière communal, rue de la Chapelle Delcroix.

## Historique
Occupé dès la fin août 1914 par les troupes allemandes, Dourlers est resté loin du front jusqu'au 7 novembre 1918 date à laquelle le village fut pris après de violents combats par les troupes britanniques. Le cimetière communal était utilisé par les Allemands pendant la guerre, mais en novembre 1918, les troupes du Commonwealth installèrent une petite extension à l'ouest. Après l'armistice, les tombes allemandes du cimetière communal et d'autres des champs de bataille, ainsi que les sépultures du Commonwealth de positions isolées et de cimetières des alentours .

## Caractéristique
Ce cimetière comporte 161 sépultures et commémorations du Commonwealth de la Première Guerre mondiale dont 14  ne sont pas identifiées, mais il y a des mémoriaux spéciaux pour quatre victimes connues ou soupçonnées d'être enterrées parmi elles. Il y a également 108 sépultures allemandes, dont 62 non identifiées.

## Sépultures
| Pays        | Sépultures |
| ----------- | ---------- |
| Royaume-Uni | 161        |
| Allemagne   | 108        |
| Total       | 269        |